# Prat-Bonrepaux

Prat-Bonrepaux este o comună în departamentul Ariège din sudul Franței. În 1 ianuarie 2022 avea o populație de 858 de locuitori.